# Lake Cavanaugh
Lake Cavanaugh – jednostka osadnicza w Stanach Zjednoczonych, w stanie Waszyngton, w hrabstwie Skagit.